# Notophthiracarus fulvus
Notophthiracarus fulvus är en kvalsterart som först beskrevs av Wojciech Niedbała 1985.  Notophthiracarus fulvus ingår i släktet Notophthiracarus och familjen Phthiracaridae. Inga underarter finns listade i Catalogue of Life.